# Brigade d'artillerie antiaérienne (Espagne)
Cet article possède un paronyme, voir Brigade d'artillerie (homonymie).
La brigade d'artillerie antiaérienne était une brigade de l'armée de terre espagnole qui a vocation à défendre le territoire national contre toute agression venant de l'espace aérien. Son état-major est stationné à Madrid. En 2022, elle n'est plus en activité, les unités antiaériennes dépendant du Commandement de l'artillerie antiaérienne (Mando de Artillería Antiaérea (MAAA)) ou intégrés aux brigades et commandements territoriaux de l'armée de terre

## Organisation
[Quand ?]
- état-major stationné à Madrid avec la section de transmissions
- 71e régiment de défense antiaérienne :
- 72e régiment de défense antiaérienne : régiment de canons antiaériens stationné à Saragosse
- 73e régiment de défense antiaérienne : régiment de missiles antiaériens stationné à Cartagène. Il se compose de deux bataillon
- 74e régiment de défense antiaérienne : régiment de missiles antiaériens stationné à Dos Hermanas
- 81e régiment de défense antiaérienne : stationné à Marines, il se compose de deux bataillons, le premier étant équipé missiles de défense sol-air et le second de canons
- régiment de défense antiaérienne : stationné à San Fernando